# Siemianice, Silezia Inferioară
Siemianice (în germană Schimmelwitz) este un sat în districtul administrativ Gmina Oborniki Śląskie, powiatul Trzebnica, voievodatul Silezia Inferioară din sud-vestul Poloniei. Această localitate se află la aproximativ 3 km nord de Oborniki Śląskie, 11 km vest de Trzebnica și 24 km nord-vest de capitala regională Wrocław.